# Sunny Side Up
Sunny Side Up ist ein US-amerikanisches Filmmusical von David Butler aus dem Jahr 1929 mit dem populären Leinwandpaar Janet Gaynor und Charles Farrell in ihrem ersten Tonfilm.

## Handlung
Molly lebt mit ihrer Freundin Bea in einer kleinen Wohnung in New York. Auf einer Feier zum Unabhängigkeitstag lernen sich Molly und Jack kennen. Die beiden verabreden sich in seinem Anwesen, was Jane, seiner Verlobten, missfällt. Nach weiteren Treffen kommen sich die beiden näher und werden ein Paar.

## Hintergrund
Die Filmaufnahmen entstanden unter anderem in Pebble Beach. Für das Leinwandpaar Janet Gaynor und Charles Farrell war es die vierte gemeinsame Arbeit und der erste gemeinsame Tonfilm. Des Weiteren ist es deren erste Filmrolle, bei der sie vor der Kamera gesungen und getanzt haben.
Der Film wurde bei seiner Premiere am 3. Oktober 1929 im Gaiety Theatre von William Fox präsentiert und spielte insgesamt 3,3 Mio. US-Dollar ein.
In Österreich kam der Film unter dem Titel Hab' Sonne im Herzen in den Verleih.

## Rezeption
Mordaunt Hall von der New York Times fand die filmische Umsetzung als „amüsant“ und „gut entwickelt“. Des Weiteren beurteilte sie die schauspielerischen Leistungen von Gaynor und Farrell als „brillant“.